# Adelino Amaro da Costa

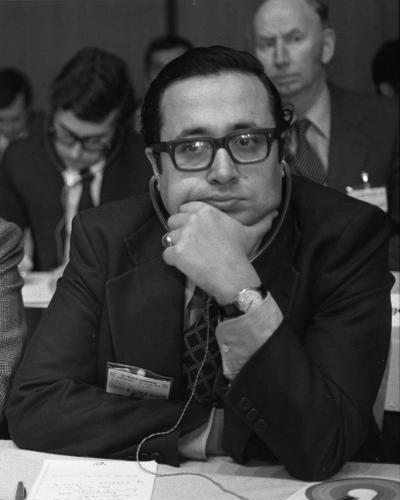
Adelino Amaro da Costa als Gast beim CDU-Parteitag 1978 in Ludwigshafen

Adelino Amaro da Costa (* 18. April 1943 in Lissabon; † 4. Dezember 1980 bei Camarate) war ein konservativer portugiesischer Politiker.

## Leben
Adelino Amaro da Costa wurde 1943 in Lissabon geboren. Die Arbeit seines Vaters für die Regierung der Salazar-Diktatur führte die Familie 1944 auf die Insel Madeira, wo Amaro da Costa aufwuchs. 1953 zog die Familie zurück nach Lissabon.
Amaro da Costa absolvierte ein Ingenieurstudium an der Lissaboner Hochschule Instituto Superior Técnico, das er 1966 abschloss. Nach seinem Militärdienst bei der Portugiesischen Marine arbeitete er als Ingenieur und war zudem als Journalist tätig. Ab 1968 war er im Beraterstab des Erziehungsministeriums im autoritären Estado-Novo-Regime unter Marcelo Caetano.
Nach der Nelkenrevolution am 25. April 1974 war er mit Diogo Freitas do Amaral Gründer der konservativen Partei CDS. Er galt seither als einer der wichtigsten Ideologen der Partei. So war er auch maßgeblich an der Entstehung des Wahlbündnisses Aliança Democrática beteiligt, das bei der Parlamentswahl am 2. Dezember 1979 45,3 % der Stimmen und 121 der 250 Sitze im Parlament erhielt.
Erstmals seit 1974 wählte das Parlament eine bürgerliche Regierung. Premierminister wurde der charismatische Francisco Sá Carneiro. Amaro da Costa wurde am 3. Januar 1980 Verteidigungsminister in seinem Kabinett.
Am 4. Dezember 1980 startete eine Cessna 421 mit Amaro da Costa, seiner Frau, dem Premierminister und dessen Frau nach Porto. Die Cessna stürzte kurz nach dem Start ab, nahe der Gemeinde Camarate. Die zuständige Behörde untersuchte den Absturz und stufte ihn als Unfall ein. Spekulationen über ein Attentat wurden nicht zweifelsfrei ausgeräumt.

## Ehrungen
Nach dem Absturz wurde in Lissabon am 22. Dezember 1980 der Platz Largo das Caldas in Largo Adelino Amaro da Costa umbenannt. Insgesamt 126 Straßen und Plätze im ganzen Land erhielten den Namen Adelino Amaro da Costa.